# Trasferimento di cubatura
Il trasferimento di cubatura è un istituto giuridico che permette di edificare su un lotto la volumetria espressa da un altro lotto, calcolata grazie all'apposito indice di edificabilità.
L'applicazione di tale istituto risulta ambigua, poiché nessuna legge lo prevede in maniera esplicita, pur essendo disciplinato da vari strumenti urbanistici e leggi regionali, trovando pacifico riconoscimento in giurisprudenza. La mancanza di una disciplina uniforme, però, è fonte di gravi incertezze e scompensi, che danno luogo a prassi eterogenee ed a un ricchissimo contenzioso. Neppure la letteratura giuridica è giunta a risultati di rilievo poiché nessuno dei tentativi di inquadramento del fenomeno è giunto a risultati soddisfacenti; ciò ha indotto la più recente dottrina ad ipotizzare modelli ricostruttivi sempre nuovi che, talvolta, cessano di descrivere il fenomeno in termini di trasferimento di cubatura definendolo piuttosto come un asservimento di superfici, con risultati applicativi profondamente innovativi. Quest'ultima soluzione è stata spesso condivisa dalla stessa giurisprudenza amministrativa.